# Anderson (cráter)

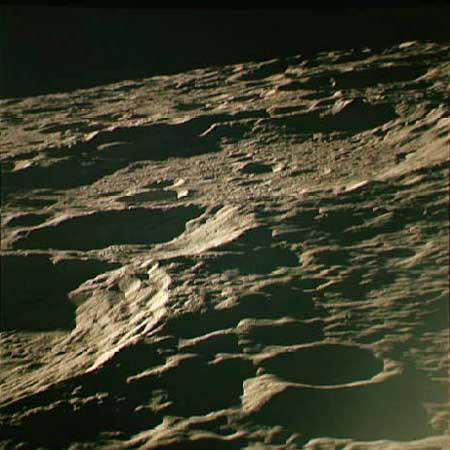
Fotografía de la misión Apolo 16

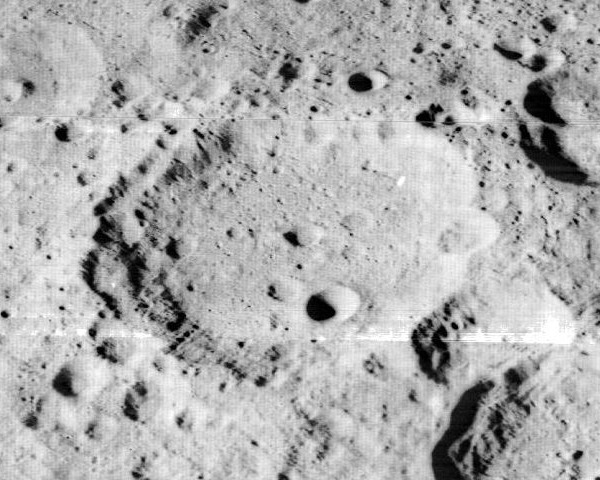
Imagen de la misión Lunar Orbiter 2

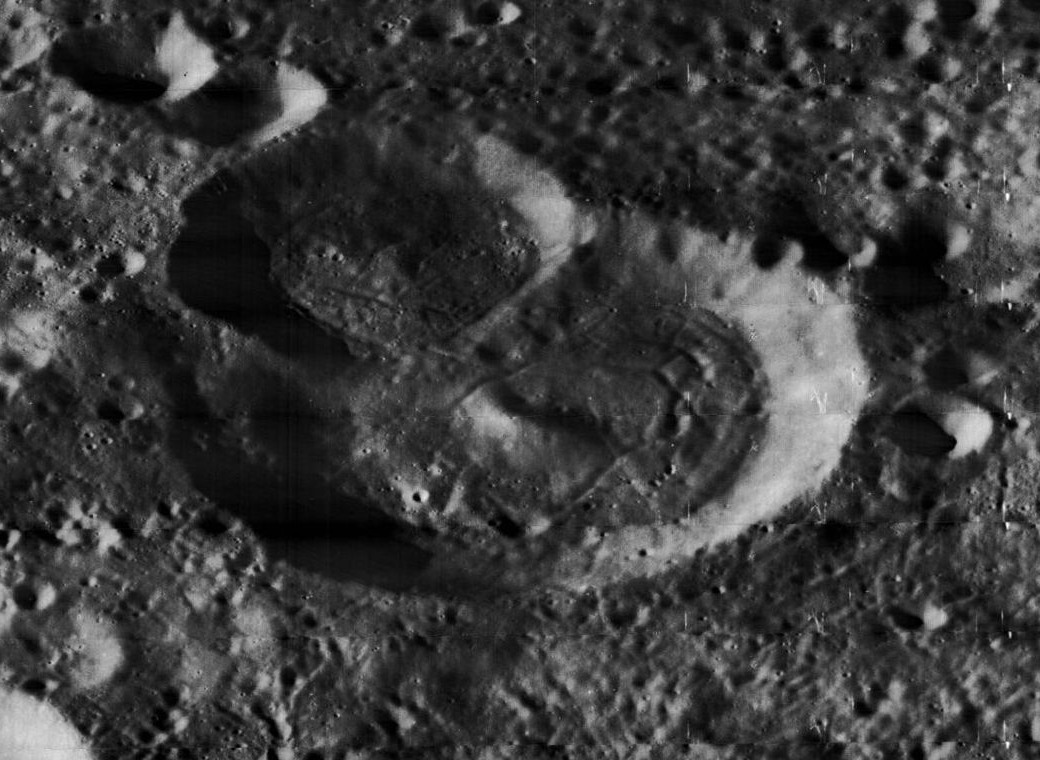
Anderson F (centro) y Anderson E (arriba a la izquierda)

Anderson es un cráter de impacto perteneciente a la cara oculta de la Luna. Se encuentra al noroeste del cráter Sharonov, con el cráter satélite Sharanov X unido al borde sureste de Anderson. Al noreste se halla la peculiar formación Buys-Ballot, y al este-sureste se encuentra el cráter más grande Spencer Jones.
El borde exterior de Anderson está muy desgastado y erosionado. Cráteres pequeños cubren los bordes sureste y sudoeste. El interior es relativamente plano, con múltiples cráteres pequeños que cubren parte del suelo interior. El más prominente de estos es Anderson L, ubicado cerca del borde sureste. Este cráter satélite también se conoce comúnmente como el dedo Anderson.
El cráter se encuentra dentro de la Cuenca Freundlich-Sharonov.

## Cráteres satélite
Por convención estos elementos son identificados en los mapas lunares poniendo la letra en el lado del punto medio del cráter que está más cercano a Anderson.
|          | \| Anderson \| Coordenadas \| Diámetro \| \| -------- \| ------------------------------ \| -------- \| \| E \| 16°54′N 173°24′E / 16.9, 173.4 \| 28 km \| \| F \| 16°18′N 173°36′E / 16.3, 173.6 \| 49 km \| \| L \| 14°36′N 170°54′E / 14.6, 170.9 \| 14 km \| |          |
| Anderson | Coordenadas | Diámetro |
| E        | 16°54′N 173°24′E / 16.9, 173.4 | 28 km    |
| F        | 16°18′N 173°36′E / 16.3, 173.6 | 49 km    |
| L        | 14°36′N 170°54′E / 14.6, 170.9 | 14 km    |